# 천국

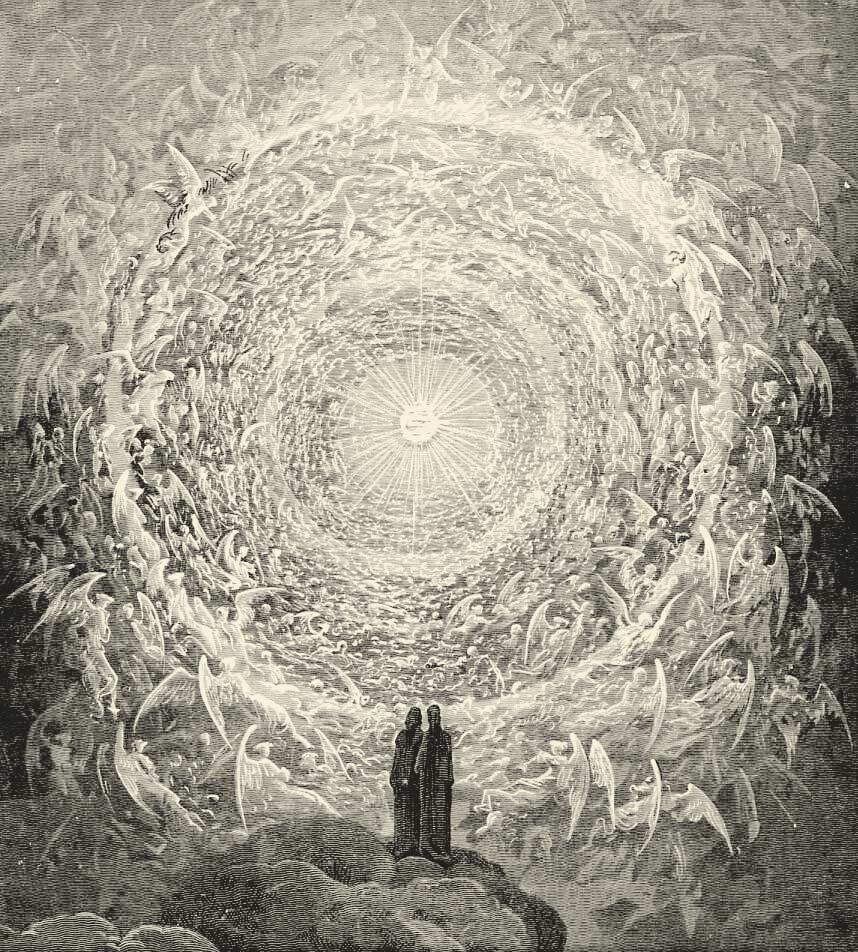
천당 및 천국에 대한 이미지: 단테와 베르길리우스는 가장 높은 하늘인 천당, 천국을 바라본다.

천국(天國, Heaven) 또는 하늘나라는 여러 종교나 철학에서 등장하는 단어로, 직역하자면 하늘 또는 그 이상으로 끝없이 확장되는 천상의 영역을 뜻하고, 일반적으로 신성, 선량, 신앙심 등의 기준을 만족한 사람들에게 허락되는 가장 거룩한 곳을 의미한다.

## 종교

### 천당
천당(天堂)은 불교에서 파생된 용어로서 죽어서 가는 복된 세계를 가리킨다. 기독교에서도 죽어서 가는 복된 세계의 개념이 있는데, 복음서에서는 천국을 ‘낙원’ 또는 ‘아브라함의 품’이라고 표현하였다. 그것들을 오늘날 기독교에서도 천당이라는 용어로 종종 부른다. 엄밀히 말해 성서에서 말하는 천국이라는 용어는 천당을 포함하는 더 넓은 개념이다. 천국은 내세뿐만 아니라 현세까지 그 영역으로 삼고 있다. 그러나 일반 신도 사이에서는 천국과 낙원이 구별 없이 쓰이는 것을 쉽게 발견할 수 있다.

### 기독교

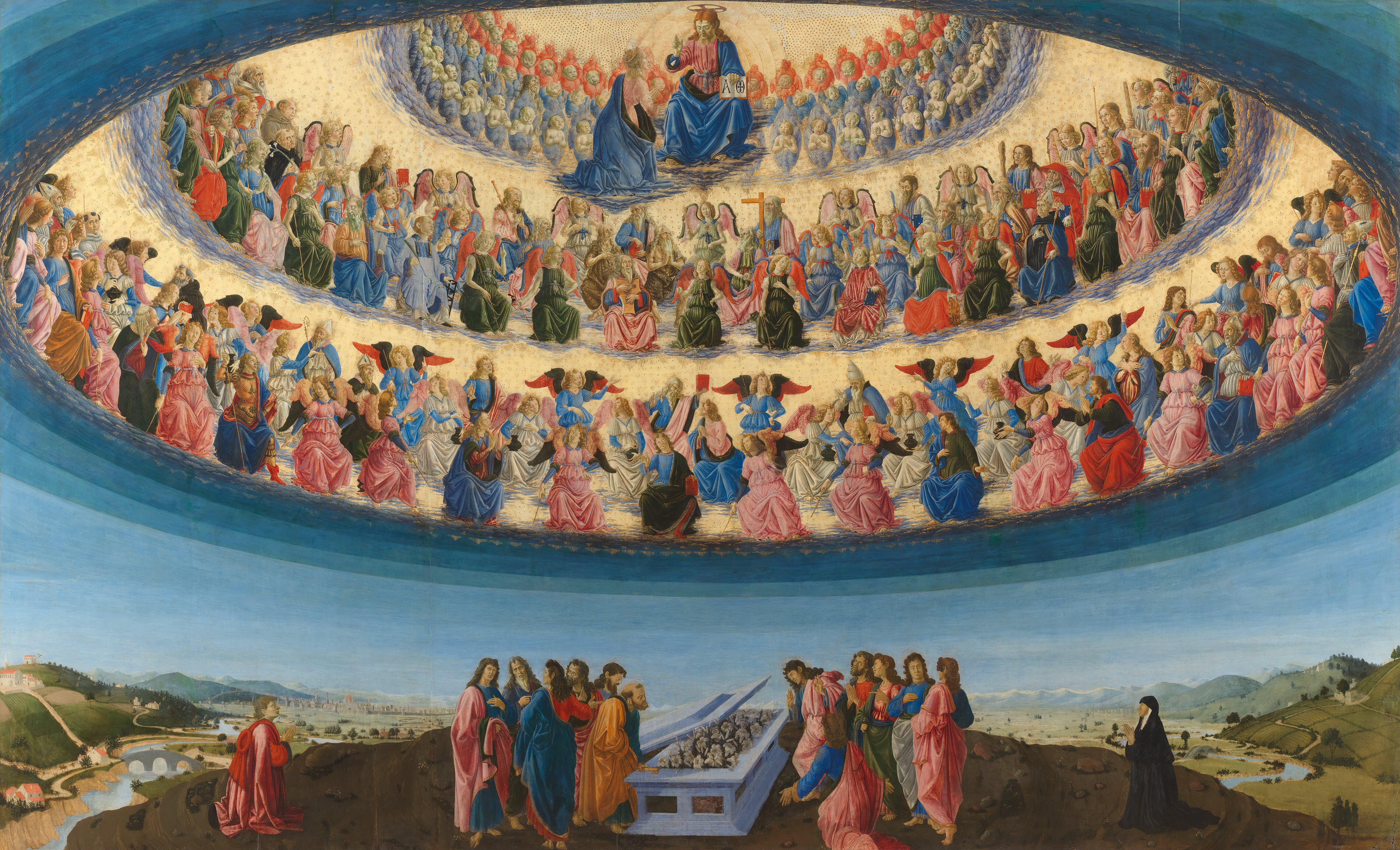
영국의 내셔널 갤러리 런던에서 천국의 이미지는 세 개의 계급과 천사가 각각 다른 특성을 가진 9 개의 계층을 보여 준다.

기독교에서 말하는 천국 또는 하늘나라는 신약성서의 마태오복음서에 나오는 말로서 루카, 요한, 마르코복음서에서는 하느님 나라라고 한다. 복음서 저자들에게 하늘나라 또는 하느님 나라는 죽어서 가는 저 세상이 아니라, 미래적이면서 오늘날의 하느님의 다스림을 뜻한다.즉, 예수 그리스도의 성육신으로 임하였고 누룩이나 겨자씨처럼 자라가는 하느님의 다스림이요, 앞으로 오게 될 하느님의 다스림이 하늘나라 또는 하느님 나라이다.
마가복음서와 누가복음서에 따르면, 예수는 겨자씨, 누룩, 씨 뿌림처럼 민중이 쉽게 이해할 수 있는 소재를 활용한 쉬운 비유로 하느님 나라에 대해 가르쳤으며, 하나님 나라를 기존 또는 현재 가치관에 역행하는 전복적인 나라로 이해하였다.
단테의 《신곡》에서는 프톨레마이오스의 천동설 우주관을 배경으로 지구를 중심으로 원형으로 둘러싼 하늘의 층계로 형태가 구상되었다. 기독교 개혁 교단 측은 천국은 가야 할 곳이 아닌 하나님의 말씀이 있는 곳을 천국이라고 한다.
기독교에서는 천국을 체험하는 간증 이야기가 전해지기도 하는데, 소설이나 수필 형식으로 출판되는 경우가 있다. 이 땅에서 천국 백성으로 사는 것은 맞지만, 성경에는 분명히 이 땅을 아담의 불순종 이후에 저주 받은 곳으로 표현한다. 그래서 사후의 천국을 지상의 세상과는 다른 분명히 존재하는 곳으로 인식하는 것이 대부분 정통 기독교의 견해이다.

### 불교
불교는 총 6단계의 천국이 존재하며 사천왕천, 야마천, 도리천, 도솔천, 낙변화천, 타화자재천이 존재한다. 불교의 세계관에서 천국에 올라간 사람의 머리에는 꽃이 자라게 되는데 그 꽃은 천국에서의 수명을 의미한다. 즉, 천국에 간 사람의 머리에 피어 있는 꽃이 질 때까지 천국에서 살게 되며 꽃이 완전히 져서 윤회를 하게 되더라도 천국 출신 영혼이 환생하면 왕족, 귀족, 엄청난 부자의 자녀나 재벌의 자녀로, 또는 비약적으로 뛰어난 능력이나 최고 수준의 미모를 갖고 태어나게 된다.
불교에는 여러 개의 천국이 있으며, 모두 자신이 지은 업장의 결과이다. 즉 좋은 업장을 쌓은 사람들은 다시 태어날 수 있다.

## 같이 보기
- 신곡
- 연옥
- 지옥